# Berlin (New Hampshire)
Berlin ist eine Stadt am Androscoggin River im Coos County im US-Bundesstaat New Hampshire. Berlin wurde 1829 gegründet und hat 9.425 Einwohner (Stand: 2020). Die Stadt wird auch als „The City that Trees Built“ bezeichnet.

## Geschichte
Das Siedlungsrecht wurde 1771 verliehen. Der Name sollte Maynesborough lauten, zu Ehren von Sir William Mayne, einem Gesellschafter von Gouverneur John Wentworth im Westindienhandel. Der Ort wurde jedoch nicht besiedelt, bis 1829 Siedler aus Berlin in Massachusetts im Zuge ihrer Ansiedlung den Namen änderten. Bereits in den Jahren zuvor wurde eine erste, durch den Fluss angetriebene Sägemühle erbaut. In den nächsten Jahrzehnten gab es keine größeren Veränderungen.
Nach 1850 trugen jedoch drei Entwicklungen dazu bei, dass Berlin wuchs und zwischenzeitlich der weltgrößte Produzent von Zeitungspapier war. Zum einen wurde die Stromerzeugung mit Hilfe von Wasserturbinen entwickelt. 1852 wurde Berlin von der Atlantic and St. Lawrence Railroad über die Bahnstrecke Portland–Island Pond an das Eisenbahnnetz angeschlossen. Zum dritten stellte die zunehmende Einwanderung billige Arbeitskräfte zur Verfügung.
1852 wurde die H. Winslow and Company gegründet, eine Gesellschaft zum Betrieb von Sägemühlen. 1868 wurde die Gesellschaft in Berlin Mills Company umbenannt. Nach 1880, nachdem ein William Wentworth Brown sämtliche Anteile aufgekauft hatte, vergrößerte sich die Gesellschaft und weitete ihr Geschäft neben der Sägerei auf Papier- und Holzschliffmühlen aus. 1893 erhielt der Ort mit der – ab 1895 durch die Boston and Maine Railroad betriebenen – Bahnstrecke aus Whitefield eine weitere Anbindung an das Schienennetz. Die Verbindung der beiden Strecken untereinander sowie mit den beiden großen Papierfabriken übernahm die Berlin Mills Railway.
1897 wurde Berlin zur Stadt. Es ist die nördlichste Stadt in New Hampshire.

## Wirtschaft
Die Wirtschaft von Berlin wurde durch die großen Wälder des Umlandes geprägt. Die Holzwirtschaft lieferte das Rohmaterial für die Papierindustrie, die für über hundert Jahre Berlins wichtigste Einnahmequelle darstellte. 2006 wurde die letzte große Papiermühle geschlossen. Im Januar 2009 wurde ein Teil des ehemaligen Mühlengeländes von der Laidlaw Energy Group, Inc. aufgekauft, um dort ein Projekt zur Energiegewinnung aus Biomasse umzusetzen.
Außerdem stellt der Tourismus eine wichtige Einnahmequelle dar. Besonders das Wintersportgebiet Presidential Range am nahe gelegenen Mount Washington lockt Touristen in die Region.

## Sprache
Von den Einwohnern sprechen 64,7 % Englisch, 34,3 % Französisch und 1,0 % Deutsch.

## Söhne und Töchter der Stadt
- Robert Reid (1898–1990), Skilangläufer
- Mildred McAfee (1900–1994), 7. Präsidentin des Wellesley College, leitete als Captain die WAVES
- Earl Silas Tupper (1907–1983), Chemiker und Erfinder der nach ihm benannten Tupperware
- Gaston Allaire (1916–2011), kanadischer Musikwissenschaftler und -pädagoge, Komponist
- Michael J. Durant (* 1961), Hubschrauberpilot der US Army, der während der Schlacht von Mogadischu (Operation Irene) abgeschossen wurde
- Jon Owen (* 1963), Rennrodler